# Дашивец, Григорий Арсентьевич
Григорий Арсентьевич Дашивец (укр. Григорій Арсентійович Дашивець; род. 25 января 1956 года, с. Красноармейское Славянского района Донецкой области) — депутат Верховной Рады Украины 1-го созыва.

## Биография
Родился 25 января 1956 года в селе Красноармейское Славянского района Донецкой области в крестьянской семье.
В 1978 году окончил Харьковский зооветеринарный институт.
С 1978 года — служба с вооружённых силах СССР.
С 1980 года — заведующий фермой колхоза имени Мичурина в Красноармейском.
С 1981 года — главный зоотехник, глава правления колхоза имени XXII съезда КПСС.
В 1990 году в ходе первых альтернативных парламентских выборов в Украинской ССР был выдвинут кандидатом в народные депутаты трудовым коллективом колхоза им. XXII съезда КПСС, 18 марта 1990 года во втором туре был избран народным депутатом Верховного совета Украинской ССР XII созыва (в дальнейшем — Верховной рады Украины I созыва) от Славянского избирательного округа № 152 Донецкой области, набрал 72,17% голосов среди 3 кандидатов. В парламенте входил в депутатскую группу «Земля и воля», был членом комиссии по вопросам агропромышленного комплекса. Депутатские полномочия истекли 10 мая 1994 года.